# Meditationskirche

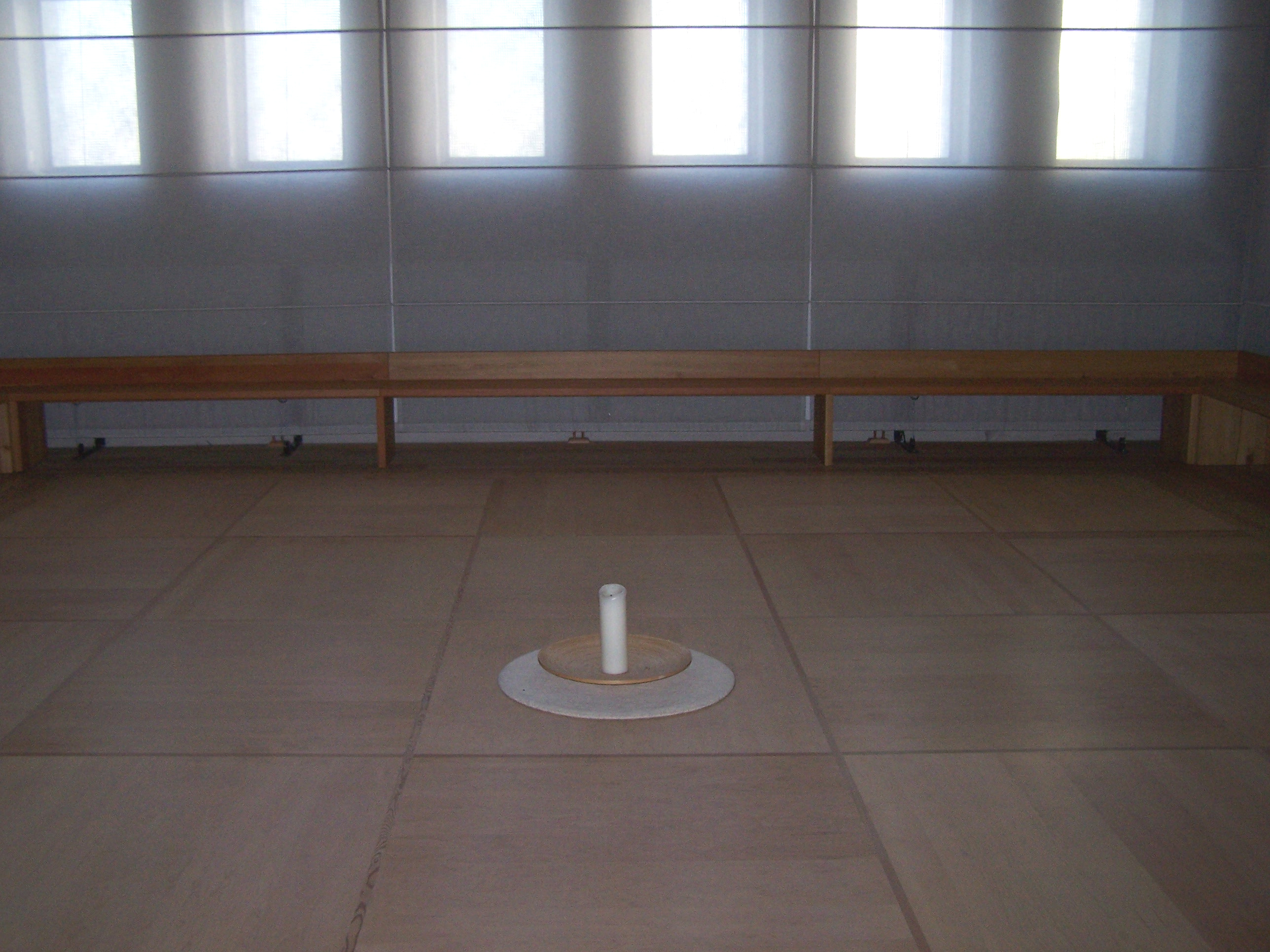
Meditationsbereich in der Krypta der Kirche des Zentrums für christliche Meditation und Spiritualität des Bistums Limburg

Eine Meditationskirche ist ein Kirchengebäude, das als Profilkirche speziell für Zwecke der Meditation oder der Ausübung verschiedener Ausprägungen der Christlichen Spiritualität genutzt wird. In Deutschland gibt es im Gegensatz zu den mehr als 180 Jugendkirchen nur etwa fünf Kirchen, bei denen Meditation einen Schwerpunkt des Angebotes darstellt.

## Ausrichtungen

### Meditationsraum
Ein Meditationsraum ist eine Räumlichkeit, die sich in einer Kirche befinden und von den Besuchern zur Andacht oder Meditation genutzt werden kann. Es gibt in der Regel kein weiteres eigenständiges Programmangebot.

#### Meditationskirche, Wohlsdorf

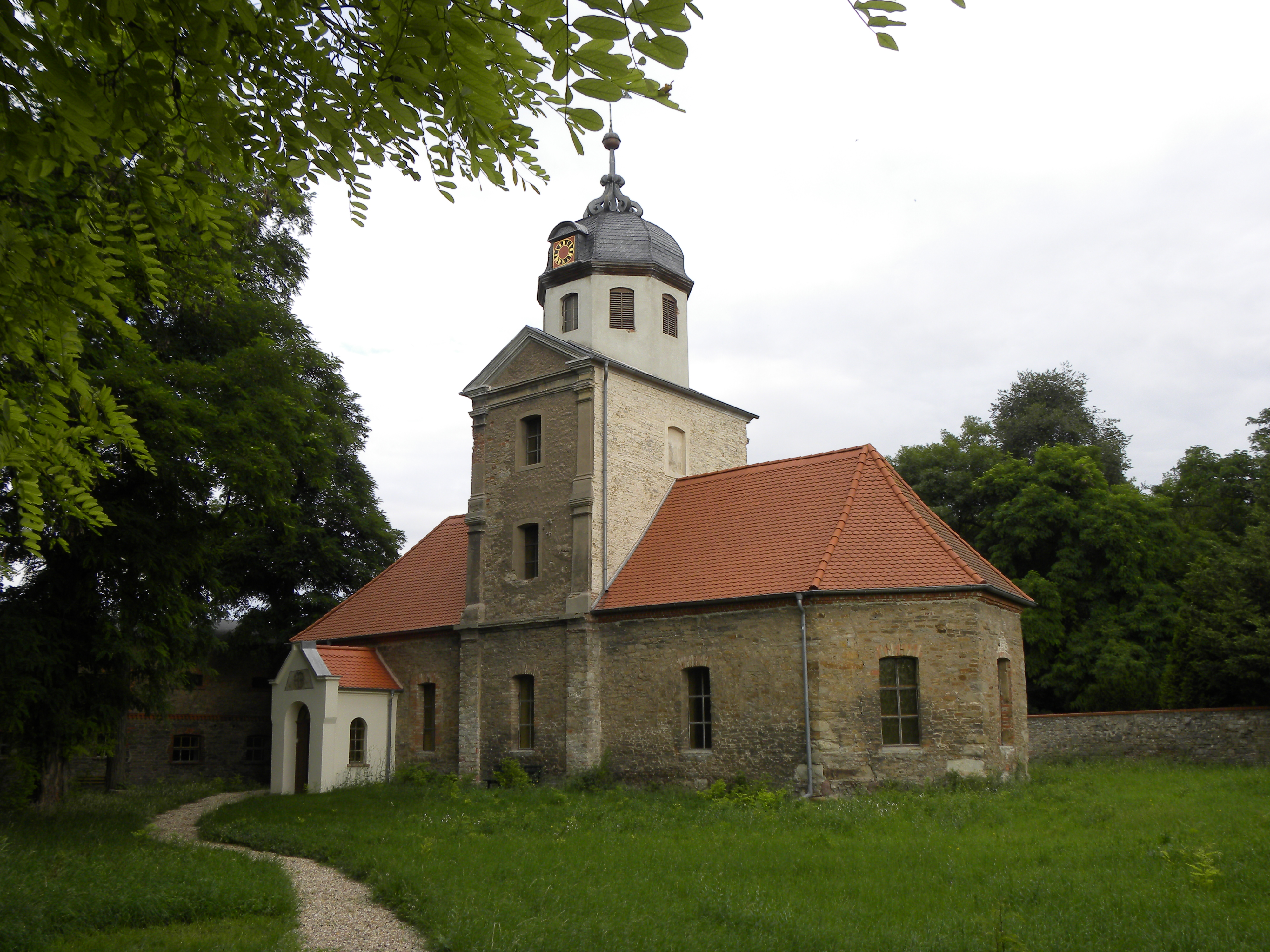
Meditationskirche Wohlsdorf

Die ursprünglich romanische, im 16. Jahrhundert neuerbaute Meditationskirche Wohlsdorf ist eine der Meditation dienende Einrichtung des 2008 eröffneten Lutherwegs Sachsen-Anhalt. Die Felicitas-Klepp-Stiftung hat begonnen, die bereits aufgelassene Kirche zu fördern, zum Neubeginn christlichen Lebens zu führen und den Pilgern und der Dorfgemeinschaft hilfreich zur Seite zu stehen.

### Offene Kirche
Eine Offene Kirche ist eine Einrichtung in einer Kirche, die sich an alle interessierten Menschen wendet, unabhängig von deren Glaube oder Weltanschauung. Sie bietet neben Angeboten zur Meditation oder christlichen Spiritualität auch verschiedene andere Angebote, ohne jedoch einen bestimmten Bereich als Schwerpunkt hervorzuheben.

#### Offene Kirche St. Klara, Nürnberg

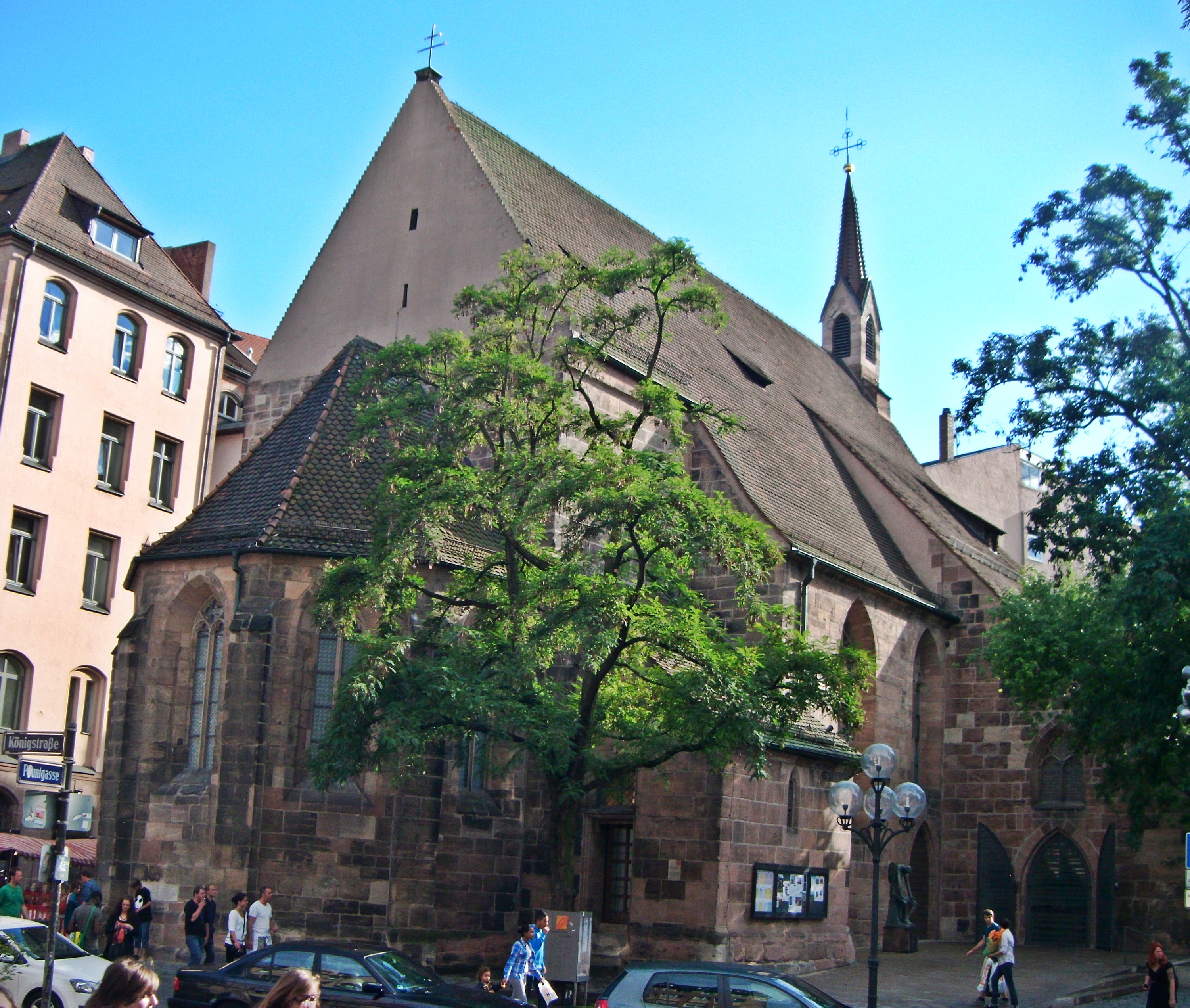
Offene Kirche St. Klara in Nürnberg

In der Kirche St. Klara in Nürnberg befindet sich seit 1996 die „Offene Kirche“. Sie hat keine feste Kirchengemeinde, sondern richtet ihr Angebot an alle Interessierten, unabhängig von deren Glaube. Neben Gottesdiensten und Segensfeiern finden in der Kirche auch Vorträge und Seminare sowie ein reichhaltiges Kulturprogramm mit Theater, Musik, Tanz und Ausstellungen statt. Gemäß eigenem Selbstverständnis will man „dezent, aber deutlich mit christlicher Spiritualität vertraut machen“. Verantwortet wird das Angebot von Pater Ansgar Wiedenhaus SJ und einem katholischen Pastoralreferenten.

### Meditationszentrum
Ein Meditationszentrum im Sinne einer Meditationskirche ist eine Einrichtung, die Meditations-Veranstaltungen mit christlicher Ausrichtung anbietet. Ergänzt wird das Angebot in der Regel durch verschiedene andere Themen der christlichen Spiritualität und verschiedene Angebote auf weiteren angrenzenden Gebieten.

#### Heilig-Kreuz – Zentrum für christliche Meditation und Spiritualität, Frankfurt-Bornheim

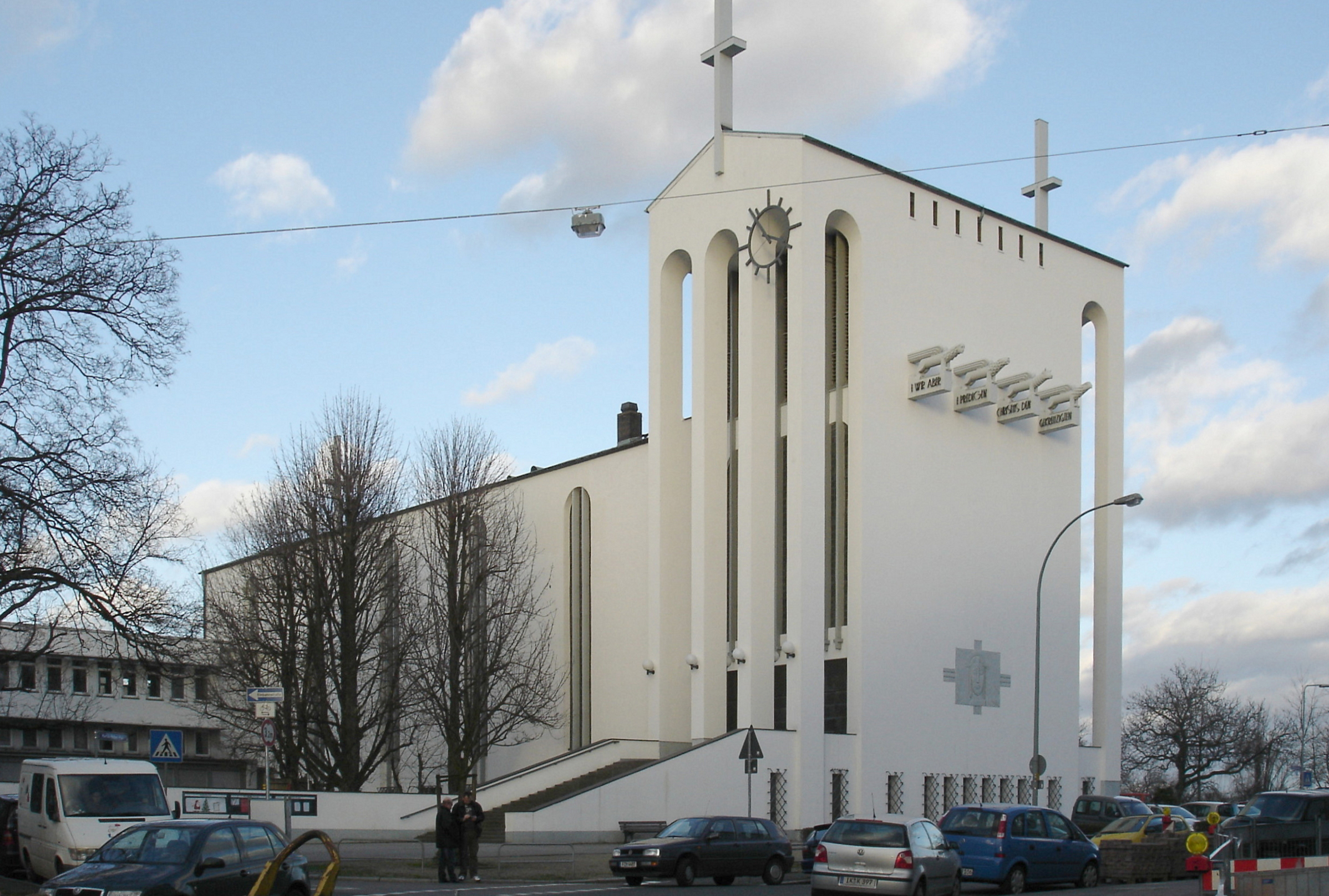
Heilig-Kreuz-Kirche des Zentrums für christliche Meditation und Spiritualität des Bistums Limburg in Frankfurt-Bornheim

Das 2007 gegründete katholische Zentrum in der Heilig-Kreuz-Kirche in Frankfurt-Bornheim ist eine der fünf Profilkirchen des Bistums Limburg und wird für meditative Gottesdienste, Kontemplation, Meditationskurse, Besinnungstage, Exerzitien, geistliche Begleitungsgespräche und andere Veranstaltungen genutzt. Dazu gehören zum Beispiel Konzerte, Übungstage der christlichen Mystik, meditatives Singen, spirituelle Stadtspaziergänge, die Themen Frankfurter Gästeführer mit spirituellen Themen verbinden, Pilger-Wanderungen mit einem gemeinsamen Picknick und Andachten sowie ein begehbares Advents-Labyrinth aus 2.500 Teelichtern am 3. Samstag im Advent.
Verantwortet wurde das Angebot bis Oktober 2018 von dem Franziskaner Helmut Schlegel (Deutsche Franziskanerprovinz) als Leiter des Zentrums und priesterlicher Mitarbeiter. Im November 2018 übernahm Samuel Stricker die Leitung des Meditationszentrums und im August 2019 Olaf Lindenberg die Rolle als priesterlicher Mitarbeiter. Zu dem Team gehören weitere Referentinnen, unter anderem von den Missionsärztlichen Schwestern. Es war die erste Einrichtung dieser Art in Deutschland.
Ende August 2025 wurde die Schließung des Meditationszentrums und dieses Standortes zum 20. Dezember 2025 angekündigt. Die weitere Nutzung der Räumlichkeiten in Heilig Kreuz stand zu diesem Zeitpunkt nicht fest.

#### Kirche der Stille, Hamburg-Altona

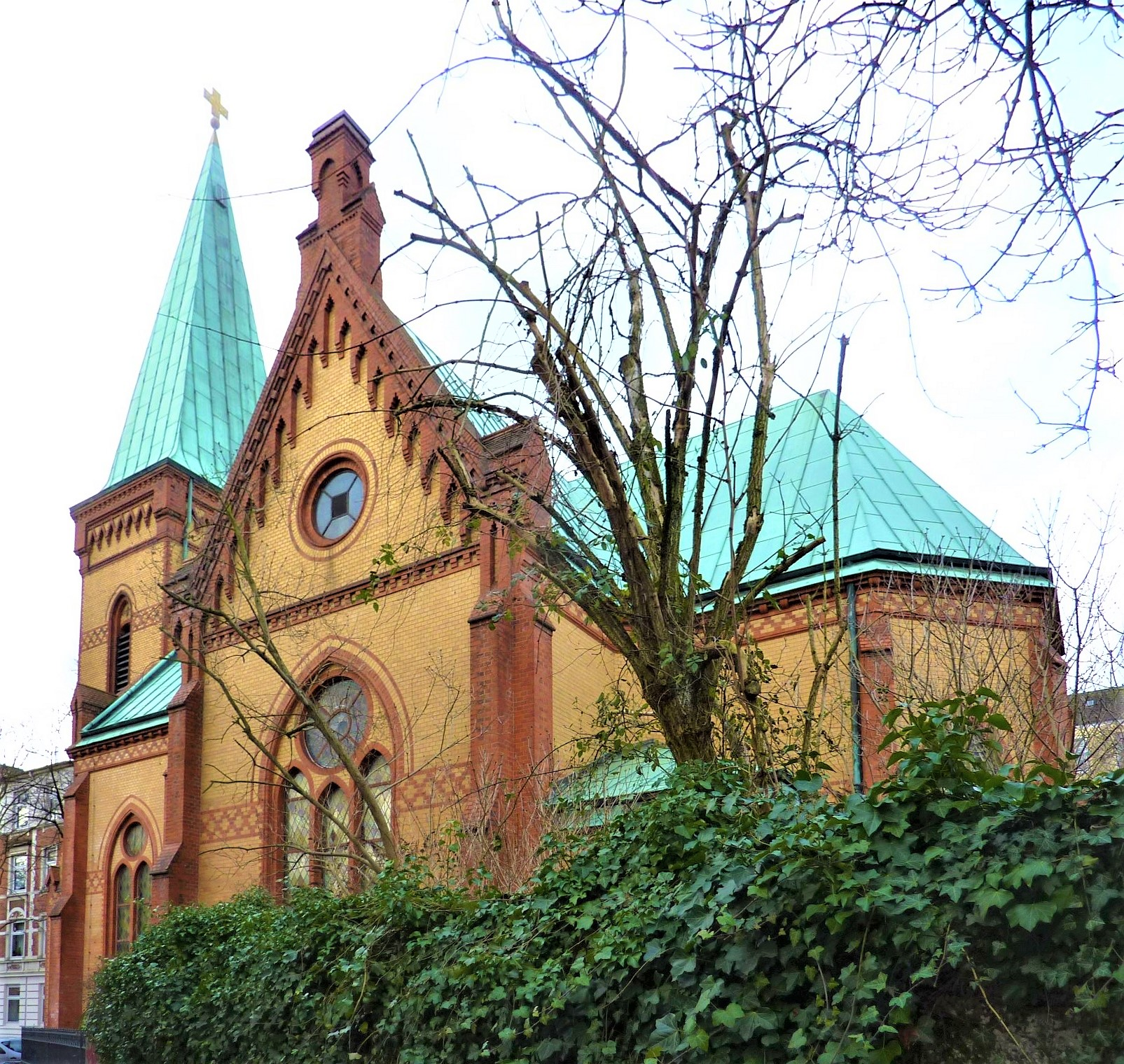
Christophoruskirche in Hamburg-Altona, Sitz der Kirche der Stille

2006 schlossen sich die bis dahin selbständigen drei evangelisch-lutherischen Altonaer Gemeinden von Christophorus, St. Johannis und Friedenskirche zur „Gemeinde Altona-Ost“ zusammen. Der Christophoruskirche drohte dabei der Verkauf. Die Gemeindepastorin Irmgard Nauck entwickelte darauf das Konzept für eine Meditationskirche ohne Predigt – stattdessen wird gesungen und geschwiegen. Im März 2009 wurde die Kirche der Stille in Hamburg-Altona-Nord eröffnet. Tagesseminare ergänzen das Angebot. Zu dem Angebot gehören inzwischen Friedensgebete, Kontemplationstage, gesungenes und getanztes Gebet, Gesänge aus der russischen-orthodoxen Liturgie, Herzensgebete, Exerzitien im Alltag, Zen-Meditationen, Qi-Gong-Tage, Mantra-Singen, Körpergebet am Morgen, Meditation der vier Himmelsrichtungen, eine Atempause vor dem Abend, Osternacht-Gottesdienst mit Taizé-Elementen, Konzerte als Schallwellenmeditation. Die Finanzierung erfolgt weitgehend durch Teilnehmerbeiträge. Von Montag bis Freitag ist die Kirche von 12 bis 18 Uhr für alle geöffnet, die sich in die Stille der Kirche zurückziehen möchten.

#### Zentrum St. Michael, München-Altstadt

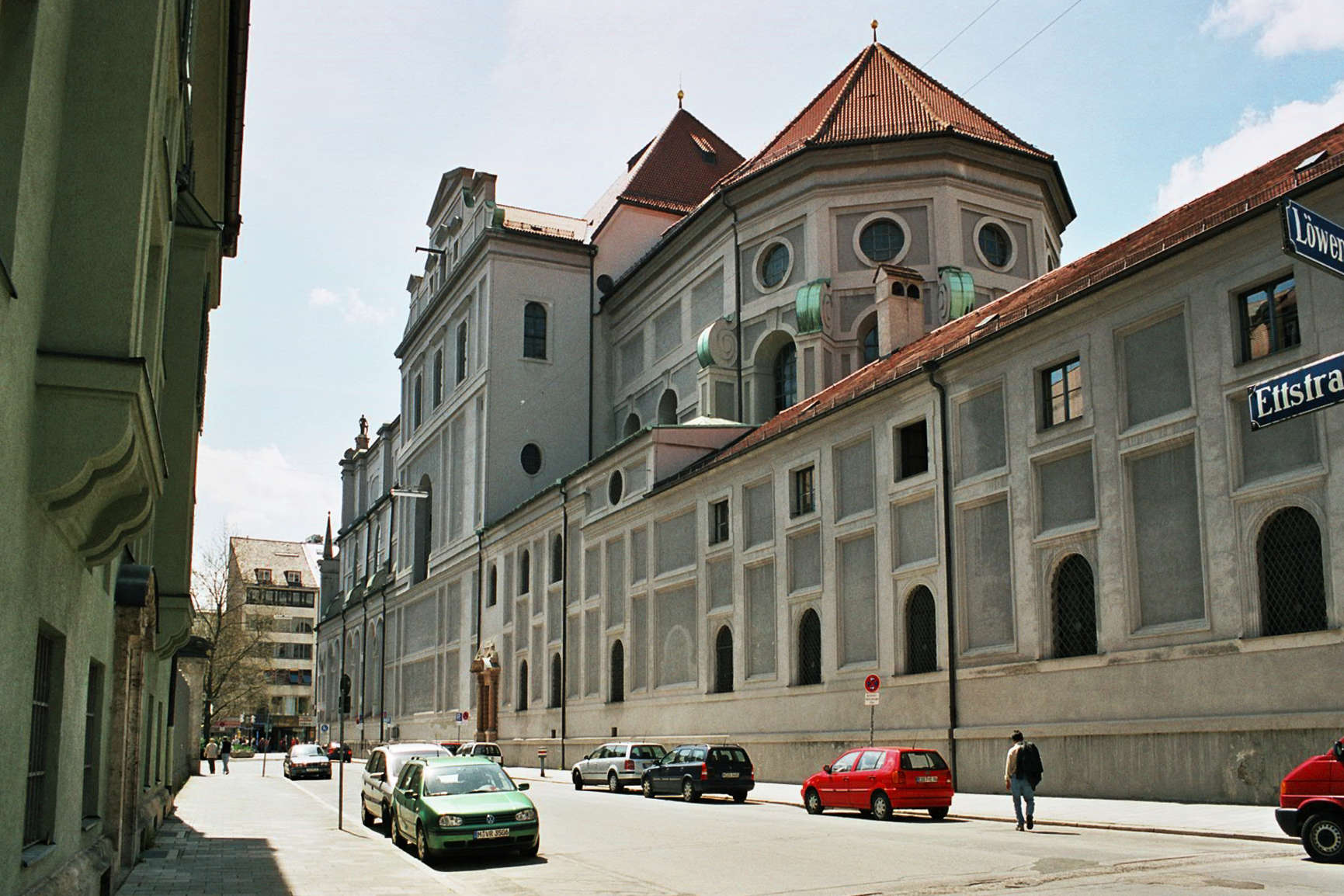
St. Michael in München, Sitz des Zentrums St. Michael

An den Hochchor der katholischen Jesuiten-Kirche St. Michael in München-Altstadt ist das Zentrum St. Michael angebaut. In dem Zentrum St. Michael befinden sich die beiden Einrichtungen Glaubensorientierung und die Gemeinschaft Christlichen Lebens (GCL). Neben den liturgischen und kulturellen Angeboten der Kirche, dem jeweils eigenen Programm der Glaubensorientierung und der Gemeinschaft Christlichen Lebens gibt es weitere offene Veranstaltungen in den Räumen des Zentrums. Über das ganze Kalenderjahr verteilt gibt es 5 Biblische Besinnungstage. Abende zur ignatianischen Spiritualität thematisieren jeweils einen Aspekt des geistlichen Lebens in der Tradition des Hl. Ignatius. Es gibt Exerzitientage für junge Erwachsene im Alter zwischen 20 und 40 Jahren. In den Räumen des Zentrums treffen sich Gruppen zur monatlichen Eucharistiefeier der GCL, zum Bibelnachmittag, im Bibelkreis zu den Sonntagslesungen, zu einem Lesekreis, zu Übungen in Meditation und Kontemplation.